# Koroužné

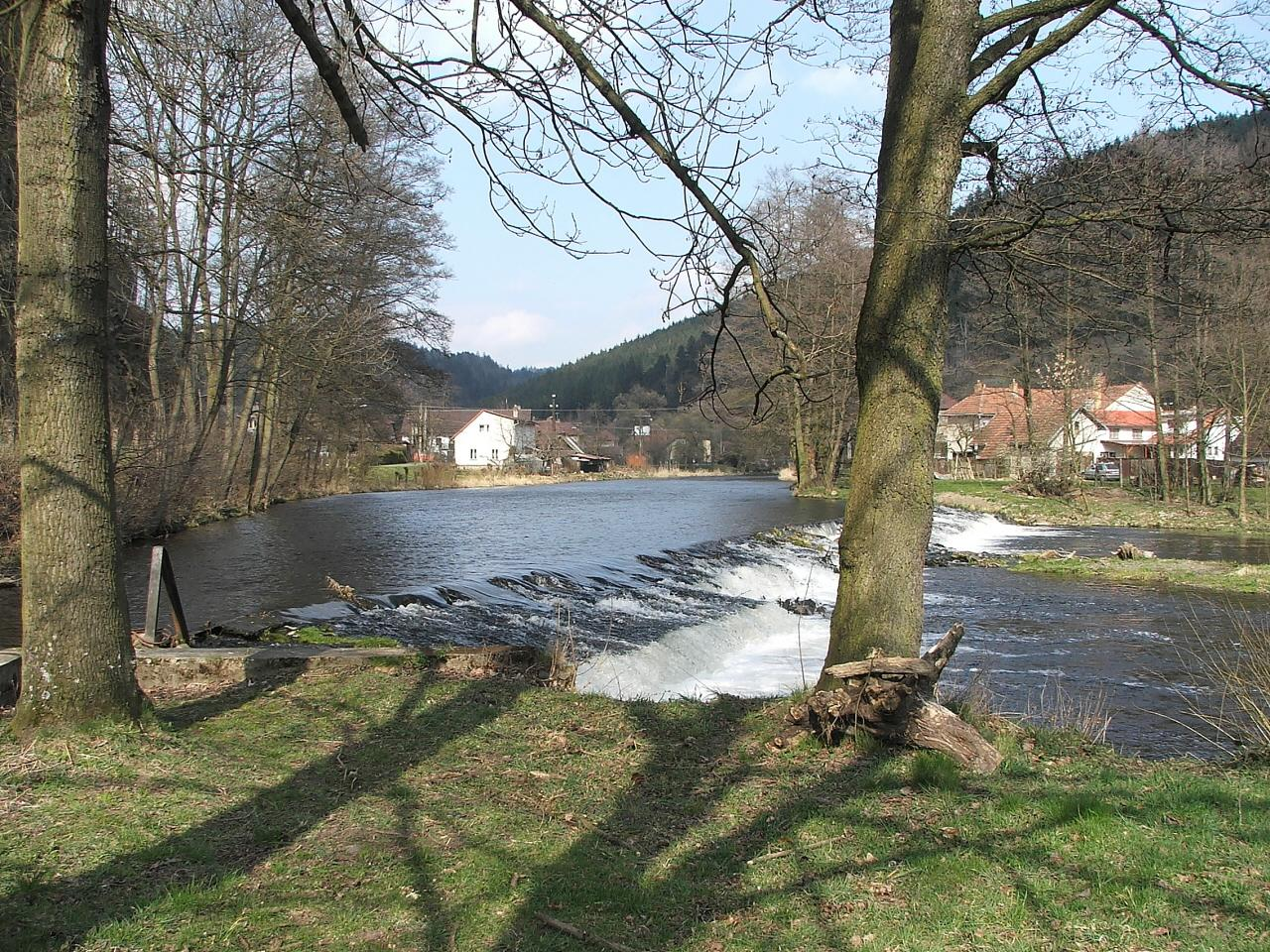
Svratkawehr in Koroužné

Koroužné (deutsch Koraschna, auch Korouschna) ist eine Gemeinde in Tschechien. Sie liegt sechs Kilometer östlich von Bystřice nad Pernštejnem und gehört zum Okres Žďár nad Sázavou.

## Geographie
Koroužné befindet sich im Tal der Svratka in der Böhmisch-Mährischen Höhe. Das Dorf wird umgeben von den Bergen der Nedvědická vrchovina und gehört zum Naturpark Svratecká hornatina. Südlich erhebt sich die Sokolí hora (Zumberg, 625 m), im Südwesten die Jahodná (586 m), westlich der Zubštejn (Zuberstein, 687 m) mit der gleichnamigen Burgruine und im Nordwesten der Pyšolec (464 m), auf dem sich ebenfalls eine Burgruine befindet. Im Nordwesten liegt die Talsperre Vír II.
Nachbarorte sind Věstínek und Bolešín im Norden, Lhota u Olešnice im Nordosten, Brťoví und Čtyří Dvory im Osten, Švařec und Borovec im Süden, Lesoňovice im Südwesten, Pivonice und Kobylnice im Westen sowie Vír im Nordwesten.

## Geschichte
Die erste Erwähnung des zu den Zubsteiner Gütern gehörigen Dorf erfolgte im Jahre 1377 unter dem Ortsnamen Coruzne. Im Jahre 1384 überließ Markgraf Jobst von Mähren die Burgherrschaft Pyšolec mit allem Zubehör an Heralt von Kunstadt. Nachdem Johann von Pernstein 1446 die Herrschaft Pyšolec erworben hatte, wurde diese mit der Herrschaft Pernstein vereinigt. Unter den Herren von Pernstein erlebte der Ort seine Blütezeit. Das Gebiet gehörte zum Stiepanauer Bergrevier, in den Gruben wurde Kupfer, Silber und Blei gefördert. 1773 erlosch der Bergbau.
Nach der Aufhebung der Patrimonialherrschaften bildete Korožná  ab 1850 eine Gemeinde im Bezirk Neustadtl. 1909 wurde eine Betonbrücke über die Svratka errichtet. 1949 kam die Gemeinde zum Okres Bystřice nad Pernštejnem. 1961 wurden Švařec und Kobylnice eingemeindet und Koroužné zugleich dem Okres Žďár nad Sázavou zugeordnet. Im Niederdorf entstand 1974 eine weitere Brücke, die in Eisenbetonausführung errichtet wurde. 1980 wurde Koroužné an Štěpánov nad Svratkou angeschlossen. Seit 1990 besteht die Gemeinde wieder.
In Koroužné bestehen zwei Mühlen, zur Oberen Mühle gehört ein über eine Turbine betriebenes Sägewerk.

## Ortsgliederung
Die Gemeinde Koroužné besteht aus den Ortsteilen Kobylnice (Kobilnitz, auch Zuberstein), Koroužné (Koraschna) und Švařec (Schwaretz) sowie der Ansiedlung Záskalí.
Das Gemeindegebiet gliedert sich in die Katastralbezirke Kobylnice nad Svratkou, Koroužné und Švařec.

## Sehenswürdigkeiten
- Burgruine Pyšolec (Pysselecz), nordwestlich des Ortes
- Burgruine Zubštejn (Zubstein), westlich des Ortes
- Glockenturm des hl. Antonius von Padua, geweiht 1856
- überdachte Holzbrücke über die Svratka in Švařec
- Kapelle der hl. Dreifaltigkeit in Švařec, das Kulturdenkmal wurde 1348 errichtet
- Relikte des Stiepanauer Bergbaus sind der Schacht auf dem Zemanově poli und der 104 m lange Koroužnér Stollen.
- Nachbau der ehemaligen Schmiede
- vor der Flussbiegung oberhalb von Koroužné staut sich die Svratka in Hastrmanka. Nach alten Überlieferungen sollen dort Wassermänner leben. Zwischen 1907 und 1936 ertranken in der Hastrmanka drei Personen.